# Charles Mair
Charles Mair (1838 - 1927) était un poète canadien, franc-maçon et fervent nationaliste, fondateur du mouvement politique Canada First. 
Il fut l'un des principaux adversaires de Louis Riel pendant les rébellions de la rivière Rouge (1870) et du Nord-Ouest (1885). Pendant la première rébellion de Riel, durant laquelle il fut emprisonné deux fois et même condamné à mort, mort dont il réussit à échapper au printemps 1870, il publie de nombreuses colonnes en opposition flagrante à Riel. Préalablement, en 1868, le Toronto Globe publia une lettre écrite par Mair contenant des propos racistes et misogynes envers les communautés métisses de la Rivière Rouge. Ceci lui vaudra, en Février 1869, un fouettage public de la part d' Annie McDermot Bannatyne, fille métisse d'Andrew McDermot, femme d'Andrew Graham Ballenden Bannatyne et commerçante connue dans la communauté. Cet évènement inspira un des premiers roman-à-clef occidentaux, soit Do It Down: A Story Of Life In The Northwest, présentant une caricature de Charles Mair suffisante avec des observations méprisantes.
En 1885, durant la deuxième rébellion de Riel, Mair a servi en tant qu'officier de la garde du corps du gouverneur général. Il a travaillé comme fonctionnaire dans l'Ouest canadien et, en 1899, a été nommé secrétaire de la Métis Scrip Commission. Il a parcouru des milliers de kilomètres à travers le nord-ouest et a tenu un journal de ses expériences qui contient plusieurs détails historiques sur les négociations de traités, et sur les peuples autochtones et métis et les lieux de l'époque.